# RKB映画社
株式会社RKB映画社（アールケービーえいがしゃ）は、かつて存在した福岡県福岡市早良区にあるテレビ番組制作会社。RKB毎日ホールディングス（RKB HD）連結子会社である。

## 沿革
- 1957年12月、RKB毎日放送のテレビジョン放送開局（1958年）に備えての準備の一環として設立され、設立当初からテレビニュースの現像やスチル写真の製作を中心の事業として展開。
- 1971年からは映画制作部門を映画事業部に格上げし、福岡県・佐賀県を中心とした官公庁・地方自治体・企業・公益法人など諸団体の広報映画、テレビCMの製作に携わる。1975年にはRKBテレビの番組を中心としたニュース番組以外のテレビ番組制作業務を開始する。
- 1985年6月、ニュース映像のVTR化が進んだことを受け、フィルム現像室を廃止、VTR編集スタジオへ改修。
- 1990年、子会社「株式会社VAF」設立。
- 1996年8月、RKB放送会館の移転（中央区・渡辺通りから早良区シーサイドももちへ）に伴い、RKB映画社の本社機能も移転。
- 2000年、コンピュータグラフィック部門を強化するため、有限会社アイメージに資本参加。
- 2006年、テレビのハイビジョン撮影番組の製作を開始。
- 2016年、RKB HD設立。同社の子会社となる。
- 2023年
  - 4月25日、RKB HDは7月1日付で子会社のRKB映画社とRKBミューズを合併し、RKBミューズを存続会社とすることを発表[2]。
  - 7月1日、RKBミューズと合併し解散。RKBミューズがRKB CINCに商号変更。

## 主な事業
- テレビ番組製作　基本はRKBテレビのものだが、TVQ九州放送など一部の系列外放送局の番組制作に携わる場合もあった。
- テレビコマーシャル製作　北部九州地区の企業・公益法人・官公庁など諸団体から受注
- プロモーションビデオ製作（同上）
- ウェブ製作（同上）